# اسکات الن (اسکیت‌باز)
اسکات الن (انگلیسی: Scott Allen؛ زادهٔ ۸ فوریهٔ ۱۹۴۹) اسکیت‌باز نمایشی اهل ایالات متحده آمریکا است.